# ウィルモット条項

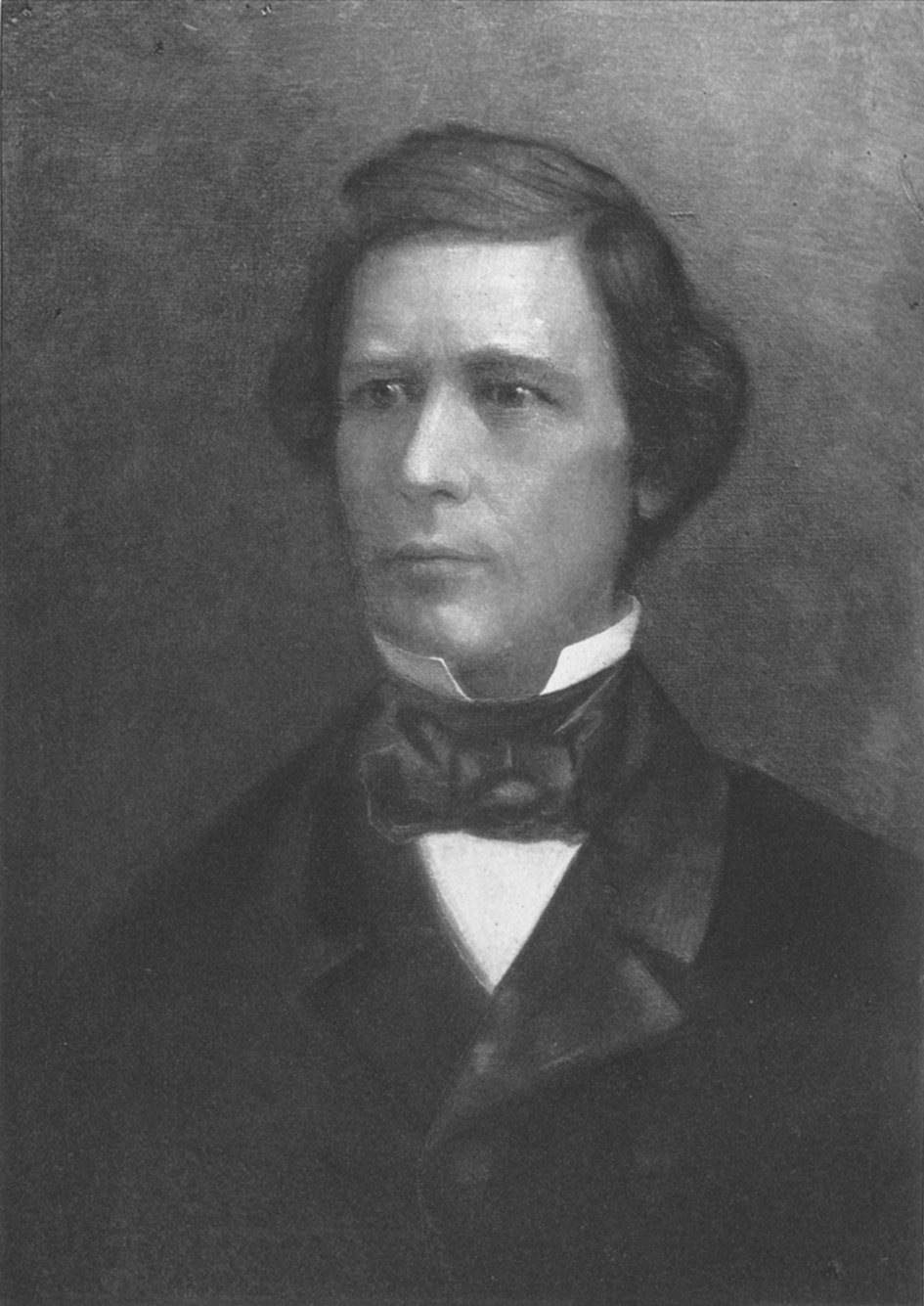
デイビッド・ウィルモット

ウィルモット条項（ウィルモットじょうこう、英: Wilmot Proviso）は、19世紀半ば、米墨戦争の結果としてのメキシコ割譲地として知られた地域を含み、将来的にメキシコから獲得した領土では奴隷制を禁じるという法案だったが、成立しなかったものである。
賛成者の中にはリオ・グランデ川の東にあるテキサス南部やニューメキシコの論争の起こっていた所までもその範囲に含むと解釈するものもいた。

## 概要
アメリカ合衆国下院議員デイビッド・ウィルモットが1846年8月8日にこの法案を下院に提出したが、これは米墨戦争の問題を解決する最終交渉を行うために200万ドルを宛てる予算案に付随するものという形を取った。
この法案は下院を通過したが、アメリカ合衆国南部州の代議員数が多かった上院では否決された。1847年2月にも再提案されたが、全く同じように下院で通り、上院で否決された。
1848年、この条項をグアダルーペ・イダルゴ条約の一節に加えようとしたが、これも失敗した。アメリカ合衆国南西部における奴隷制に関する党派抗争が続いたが、1850年協定でひとまずの決着を見た。
奴隷州と自由州で国内を2つの勢力に割るような形になったために、南北戦争の主要原因の一つに挙げられている。

## 背景
以前から続いていた条約によってテキサスを獲得しようという試みは、アメリカ合衆国上院における3分の2ルールを克服できず失敗していた。アメリカ合衆国は議会における各院で過半数の賛成を得ればよい上下院合同決議案という形を選び、テキサス共和国を併合した。ジョン・タイラー大統領は1845年3月1日にこの法案に署名し、その大統領任期を終えた。多くの者が予測していたように、この併合は米墨戦争に繋がった。戦争の先行きが見えてきたとき、政治の論点はメキシコからどの領土を獲得するかということに移ってきた。ここで問題になったのが、新しい領土で奴隷制の問題をどう扱うかを決めることだった。
二大政党は、敵対関係を生じさせるような奴隷制問題を国政の場からずっと外すようにしてきた。民主党は一般に、この問題を伝統的な政治の通常範囲を越えたものとして、急進論を純粋に派閥的問題に押し込んでしまうことに成功してきた。しかし、ジェームズ・ポーク大統領（民主党）政権の半ばになるまでに、他の問題に関するマーティン・ヴァン・ビューレンやバーンバーナーと呼ばれた民主党内急進派閥の中に政権に対する不満が成長していた。多くの者は1844年の大統領候補指名の時に、南部の代議員が1832年まで使われていた指名候補者は代議員総数の3分の2以上の票を獲得しなければならないという規則を復活させたことで、ヴァン・ビューレンが不当に指名されなかったと感じていた。北部の多くの者も関税率を下げたウォーカー関税に動揺しており、ある者はポークが使用頻度の高い河川や港湾の改良法案に拒否権を使ったことに反対し、またある者はオレゴンに関するイギリスとの領土問題で、ポーク大統領がテキサスを獲得した時と同じくらい活発に北側の領土を追求しなかったように見えたことで動揺していた。ポークは次第に南部の利益に繋がるようにするために党への厳しい忠誠を強制するようになったと見られていた。

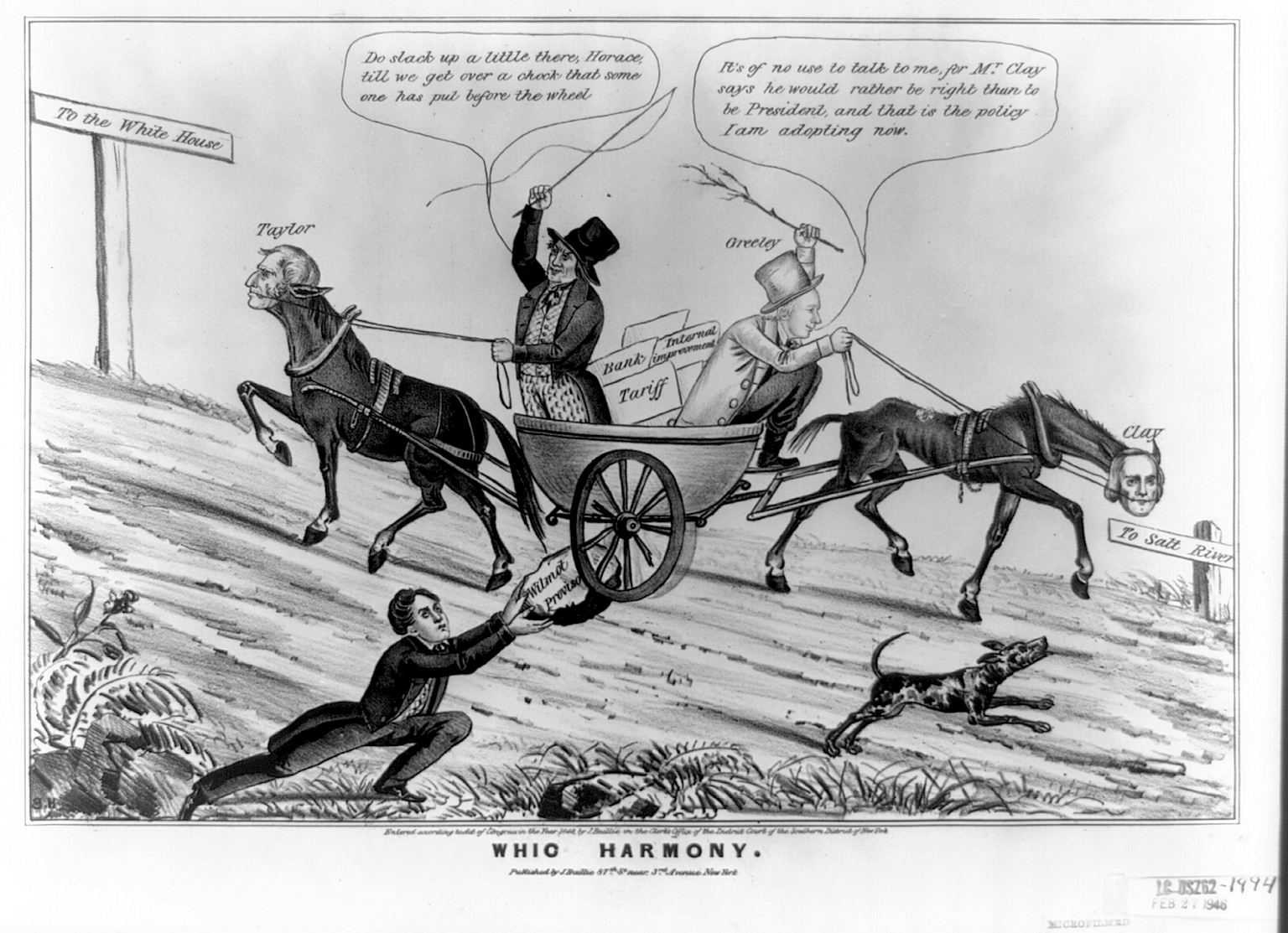
ウィルモット条項はザカリー・テイラーのような大統領候補にとって障害と見られていた。

ホイッグ党はまた違ったシナリオに直面した。1844年の大統領選挙で民主党のポークがホイッグ党のヘンリー・クレイを破ったことは南部のホイッグ党員を驚かせた。この敗北は1845年と1846年に南部で行われた連邦議会と地方議会の選挙にまでも影響を与えたが、その主要因はテキサス併合に関してホイッグ党が強い賛成の立場を取らなかったことだった。南部ホイッグ党はテキサスでの誤りを繰り返したくはなかったが、同時にホイッグ党内南北両派共に米墨戦争での勝利と領土獲得が奴隷制と領土の問題を再度持ち出してくることを認識していた。特に南部では、第二政党制を定義していた昔からの経済問題がもはや死んでいることを認識するか、あるいは恐れていた。その政治目標は党内を派閥で分裂させる可能性のある奴隷制に関する論争を避けることだった。

## 条項の提案と議論
1846年8月8日土曜日、ポーク大統領は、米墨戦争の最終解決のためにメキシコと交渉する予算として200万ドルを議会に要求した。この要求は、議会での議論無しにポークが法案の承認を取ろうとして失敗した後で、公の警告無しに出てきていた。議会はその後の月曜日に休会に入ることになっており、民主党指導層は即座に特別の夜間会議で法案を審議するよう手配した。審議は2時間に限定され、誰もが1回10分間以上の演説を停められた。
ペンシルベニア州選出の民主党下院議員デイビッド・ウィルモット、およびバーンバーナー派民主党員としてニューヨーク州選出のプレストン・キング、メイン州選出のハンニバル・ハムリン、コネチカット州選出のギデオン・ウェルズとオハイオ州選出のジェイコブ・ブリンカーホッフの集団が8月初めに戦略会議を開いていた。ウィルモットはポーク政権を強く支持してきた経歴があり、多くの南部出身議員にも密接だった。ウィルモットが下院議場で発言するために何の障害も無かった可能性があり、その名前を冠した予算法案修正案を提出するものに選ばれた。ウィルモットは1787年北西部条例をモデルにした言葉遣いで次の提案を行った。
インディアナ州選出の民主党議員ウィリアム・W・ウィックは、ミズーリ妥協で決めた奴隷州と自由州の境界である北緯36度30分の線を単純に西の太平洋まで延ばすという修正案を提案することで、全体的な奴隷制の制限を外そうとした。この提案は89対54の評決で否決された。次にウィルモット条項を予算法案に付け加えることについて票決が行われ、83対64で認められた。南部議員が土壇場で提案した全法案を棚上げする動議は94対78で否決された。法案全体が85対80の僅差で可決された。最も不気味だったのは、これらの票決がすべて党の拘束によらず、圧倒的に派閥の思惑で進んだということだった。
上院では月曜日の会議でこの法案を審議した。民主党員は上院がウィルモット条項を拒否し、奴隷制限の無い法案を直ぐに承認して下院に送り返すことを期待していた。ホイッグ党でマサチューセッツ州選出のジョン・デイビスは、法案を下院に送り返すには遅すぎるようになるまで議事を長引かせることで、民主党の期待の通りにならないようにし、上院がウィルモット条項付きのままで予算案を認めるか拒絶するかどちらかにさせようと図った。しかし、デイビスが投票を宣言する前に下院と上院の公式時計が8分か違っていたために、下院が休会を宣言し、議会は公式に会期ではなくなった。
その年の末にポーク大統領が議会に対する年間教書で、金額を300万ドルに上げて再度その要求をしたときに、またこの問題が表面に浮上した。ポークは戦争の当初の意図が領土の獲得ではなかったのであり（反対者からは激しく異議の出た見解）、栄誉有る和平のためにはアメリカが新領土に対する補償をする必要があると説いた。当時300万ドル法案と呼ばれたものは1847年2月8日から2月15日まで下院の単一議事事項となった。プレストン・キングが再度ウィルモット条項を提案したが、このときは奴隷制の除外が単なるメキシコ領を越えて拡がり「今後獲得されるアメリカ大陸の領土全て」を含むものになっていた。この時もイリノイ州選出の下院議員スティーブン・ダグラスがミズーリ協定の線を太平洋まで延ばす提案をしたが、再び109対82の票決で否決された。ウィルモット条項付き300万ドル法案は下院で115対106で可決された。上院では民主党のトマス・ハート・ベントンの指導により、ウィルモット条項無しの法案が可決された。法案が下院に差し戻されたとき、上院の可決した法案が有効となった。北部のホイッグ党員は依然としてウィルモット条項を支持していたが、北部の22人の民主党員が南部側に付いた。
1848年、米墨戦争を終わらせるグアダルーペ・イダルゴ条約が上院での承認を求めて提出された。このときは上院議員になっていたダグラスが南部側に付いた者達の中におり、ウィルモット条項を条約に付加しようという試みを破った。前年の下院における議論で、ダグラスは領土内における奴隷制の議論は全て早計であり、議会が実際にその領土を組織化した時が問題を論じるときだと主張していた。民主党のルイス・カスはテネシー州のA・O・P・ニコルソンに宛てた下記のような有名な手紙の中で、ウィルモット条項に対する民主党本流の代案として発展することになる人民主権という概念をさらに定義した。

## その後の経過

アメリカ合衆国の州と領土（準州）で1789年から1861年までの奴隷州と自由州の変遷

条約が承認されたことで、問題は抽象的なものから実際的な事項に関わるものになった。憲法の性格、奴隷制、自由労働の価値、政治的権力、および究極的に政治的な再編成が全て議論に巻き込まれた。歴史家のマイケル・モリソンは、1820年から1846年に「統合の人種差別と尊敬」の組合せが北部による奴隷制への直接攻撃を妨げてきたと論じている。ウィルモット条項に対する当初の南部の反応は慎重だったが、間もなくこの長く延期されていた奴隷制への攻撃が最終的に始まったことが明らかになった。歴史家のウィリアム・フリーリングは、単純な政治の問題であるというよりも、「南部人の大半はデイビッド・ウィルモットの聖人ぶった姿勢が侮辱するものだとして怒っていた」と述べた。
北部では最も初期に反応したのがマーティン・ヴァン・ビューレンとニューヨーク州だった。バーンバーナー達は1848年の民主党全国大会にウィルモット条項寄りの代議員団を送ろうとしたが、党内保守的な反対勢力であるハンカー派に反対され失敗した。バーンバーナー達は自分達で別の集会を開き、ボルティモアで開催された全国大会に別の代表団を派遣した。どちらの代表も州に割り当てられた代議員数を持ったまま会議場に入った。大会でウィルモット条項寄りの代議員団を拒否し、大統領候補にルイス・カスを選んだとき、バーンバーナー達は再度会議場を後にして、自由土地党を結党する中心になった。歴史家のレナード・リチャーズはこれら不満を抱いた民主党員について次のように記した。
歴史家のウィリアム・クーパーは南部の考え方にはっきりと反対を唱えた。
アラバマ州ではウィルモット条項に十分反論できる候補者がおらず、ウィリアム・L・ヤンシーが州民主党大会でいわゆる「アラバマ綱領」を採択させ、これがアラバマ州とジョージア州の州議会、およびフロリダ州とバージニア州の民主党大会で裏書きされた。この綱領では、領土内における奴隷制に関して連邦政府による制限が無いこと、領土（準州）が合衆国の州に昇格するために連邦議会に請願するときに州憲法を起草する時点まで、領土政府による奴隷制の制限が無いこと、ウィルモット条項あるいは人民主権を支持する如何なる候補者にも反対すること、およびメキシコ割譲地におけるメキシコの反奴隷制法律を覆す連邦の立法を支持することを要求していた。しかし、ウィルモット条項を拒否したのと同じ民主党大会でヤンシー提案を全国的綱領にするという提案は、216対36の票決で拒絶された。しかし、バーンバーナー達全てが出て行ったこととは異なり、ヤンシーとアラバマ州の代議員1人だけが大会場を去った。ヤンシーは州内で第3の政党を起こそうとしたが失敗した。
南部のホイッグ党員は、奴隷所有者で米墨戦争の英雄ザカリー・テイラー将軍がウィルモット条項については何の見解も示していなかったものの、党内分裂を拡げる解決策として期待していた。しかし、テイラーは大統領候補に指名され当選したが、自分自身の計画があることが分かった。テイラーは新しく無党派の連衡を作って、再度奴隷制問題を国の政治の舞台から排除することを期待していた。1849年の境界線で奴隷制を凍結し、メキシコ割譲地から即座に準州段階を飛び越して新しい州を2つ作ることを成し遂げられると予測した。
新しいレベルの紛争を始まらせることになった出来事は、1848年12月13日、マサチューセッツ州選出のジョン・G・パルフリー議員（ホイッグ党）がコロンビア特別区で奴隷制を廃する法案を提出したことだった。南部では1849年を通じて、「北部に対する抵抗の言辞が拡大し拡がった。」脱退主義を標榜する可能性があるナッシュビル会議が1850年6月に開催されることになった。テイラー大統領は1849年12月の議会演説でカリフォルニア州の自由州としての州昇格を認めることを促し、州の数に関する危機が加速された。歴史家のアラン・ネビンスはウィルモット条項で作られてきた状況を次のように要約した。
ウィルモット条項は、他の奴隷制に関わる問題と組み合わされて1850年妥協に繋がり、不安定な和平の10年間を生むことになった。急進的な脱退主義者達はナッシュビル会議で一時的に行き詰まり、脱退を可決することに失敗した。中道派は奴隷制と領土を巻き込む党派的問題に最終決着を付けるものとして1850年妥協の周りに集まった。しかし、同時に南部中で広く受け入れられたジョージア綱領の成文で、北部がその合意事項の一部に固執することが強く期待された南部は合衆国に忠実であるという考えは義務付けられていないということが明らかになった。